# Megalobulimus lopesi
Megalobulimus lopesi е вид коремоного от семейство Strophocheilidae. Видът е застрашен от изчезване.

## Разпространение
Разпространен е в Бразилия.